# يو إف سي 113
يو إف سي 113: ماتشيدا ضد شوغون 2 (بالإنجليزية: UFC 113: Machida vs. Shogun 2)‏ هو حدث لفنون القتال المختلطة نظمته يو إف سي، أُقيم في 8 مايو 2010، على مركز بيل في مونتريال، كيبك، كندا.